# Bored to Death - Investigatore per noia
(Tagline della serie televisiva)
Bored to Death - Investigatore per noia (Bored to Death) è una serie televisiva statunitense prodotta dal 2009 al 2011, ideata da Jonathan Ames, vignettista e opinionista del New York Press. Bored to Death è classificabile in un genere che intreccia noir e commedia.

## Trama
New York. Jonathan è un giovane scrittore di Brooklyn che sta vivendo un periodo decisamente nero: è nel mezzo di una crisi creativa e, come se non bastasse, la sua vita privata sta andando a rotoli. Nonostante il supporto dell'amico Ray, uno spiantato fumettista, e del suo capo George, che tra l'altro non disdegna i suoi traffici illeciti di marijuana, il ragazzo non riesce ad alleviare in alcun modo la sua situazione. Per uscire dal momento di crisi, decide d'immedesimarsi nell'eroe di carta Philip Marlowe, e si spaccia per gioco per un detective privato: sorprendentemente, nonostante l'inesperienza nel settore, riesce subito a entrare nel giro e, galvanizzato dai risultati ottenuti, Jonathan inizia a dividersi tra il lavoro di scrittore e il nuovo hobby d'investigatore nel tempo libero.

## Episodi
HBO nel 2009 decise di confermare la produzione della serie per una seconda stagione, in virtù degli inaspettati ottimi risultati riscontrati dalla prima stagione. È stata confermata una terza stagione, che ha debuttato negli Stati Uniti il 10 ottobre 2011. Il 20 dicembre 2011 a causa dei bassi ascolti ottenuti dalla terza stagione la serie è stata cancellata.
| Stagione         | Episodi | Prima TV USA | Prima TV Italia |
| ---------------- | ------- | ------------ | --------------- |
| Prima stagione   | 8       | 2009         | 2010            |
| Seconda stagione | 8       | 2010         | 2011            |
| Terza stagione   | 8       | 2011         | 2015            |

## Personaggi e interpreti

### Personaggi principali
- Jonathan Ames (stagioni 1-3), interpretato da Jason Schwartzman, doppiato da Edoardo Stoppacciaro.
È il protagonista della serie, uno scrittore in crisi. Lavora sia come giornalista per la rivista Edition NY che come autore di romanzi. Per vincere la noia e al tempo stesso dimenticare la sua ex ragazza Suzanne, decide di fingersi un investigatore privato.
- Ray Hueston (stagioni 1-3), interpretato da Zach Galifianakis, doppiato da Roberto Stocchi.
È il miglior amico di Jonathan. È un disegnatore di fumetti, quasi sempre a corto di soldi. Vive con Leah, una donna già madre di due bambini.
- George Christopher (stagioni 1-3), interpretato da Ted Danson, doppiato da Luca Biagini.
È l'editore di Edition NY. È un signore di mezza età che si ostina a vivere ancora come un ragazzo, onnipresente là dove vi sono party e belle donne.

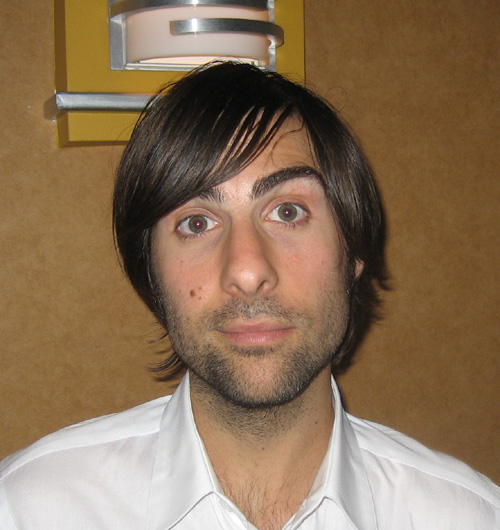
Jason Schwartzman interpreta Jonathan Ames
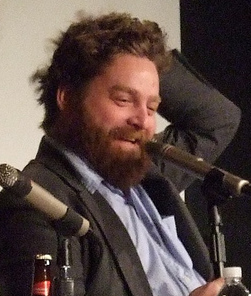
Zach Galifianakis interpreta Ray Hueston
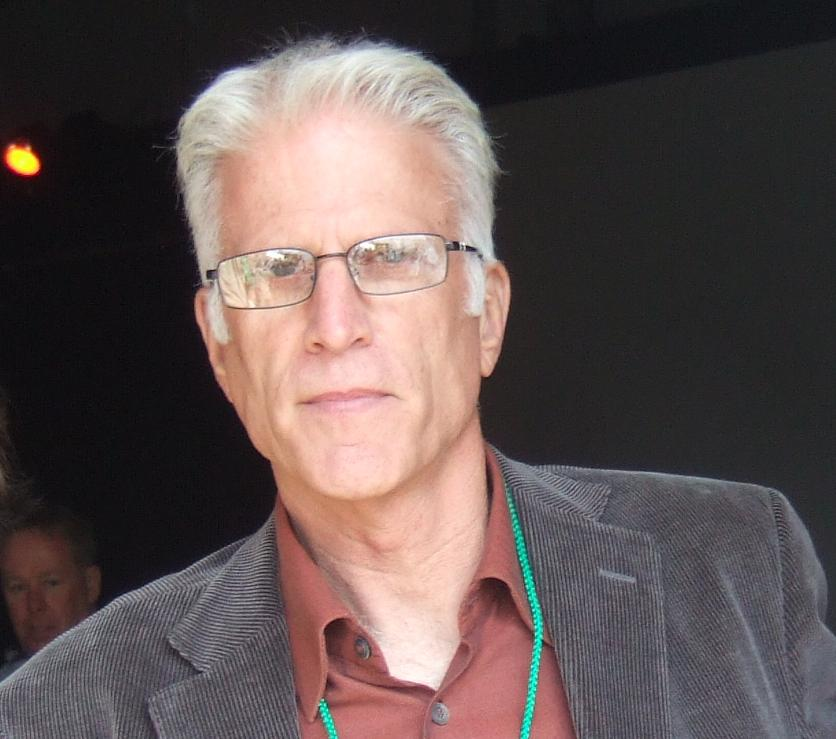
Ted Danson interpreta George Christopher

### Personaggi secondari
- Suzanne (stagione 1), interpretata da Olivia Thirlby, doppiata da Alessia Amendola.
È l'ex ragazza di Jonathan. Prova ancora qualcosa per lui, ma non riesce a mandar giù il suo abuso di alcool e droghe.
- Leah (stagione 1-3), interpretata da Heather Burns, doppiata da Letizia Scifoni.
È la compagna di Ray. Supporta finanziariamente il suo compagno.
- Richard Antrem (stagione 1-3), interpretato da Oliver Platt, doppiato da Guido Sagliocca.
È l'editore di GQ e rivale di George Christopher. Ha sposato Priscilla, l'ex moglie di George.
- Priscilla (stagione 1-3), interpretata da Laila Robins.
È l'ex consorte di George e attuale moglie di Richard. È ancora attratta dall'ex marito.
- Caroline (stagione 1-3), interpretata da Bebe Neuwirth.
È l'editor di Jonathan.
- Louis Green (stagione 1-3), interpretato da John Hodgman.
È un critico letterario, "nemesi" di Jonathan.

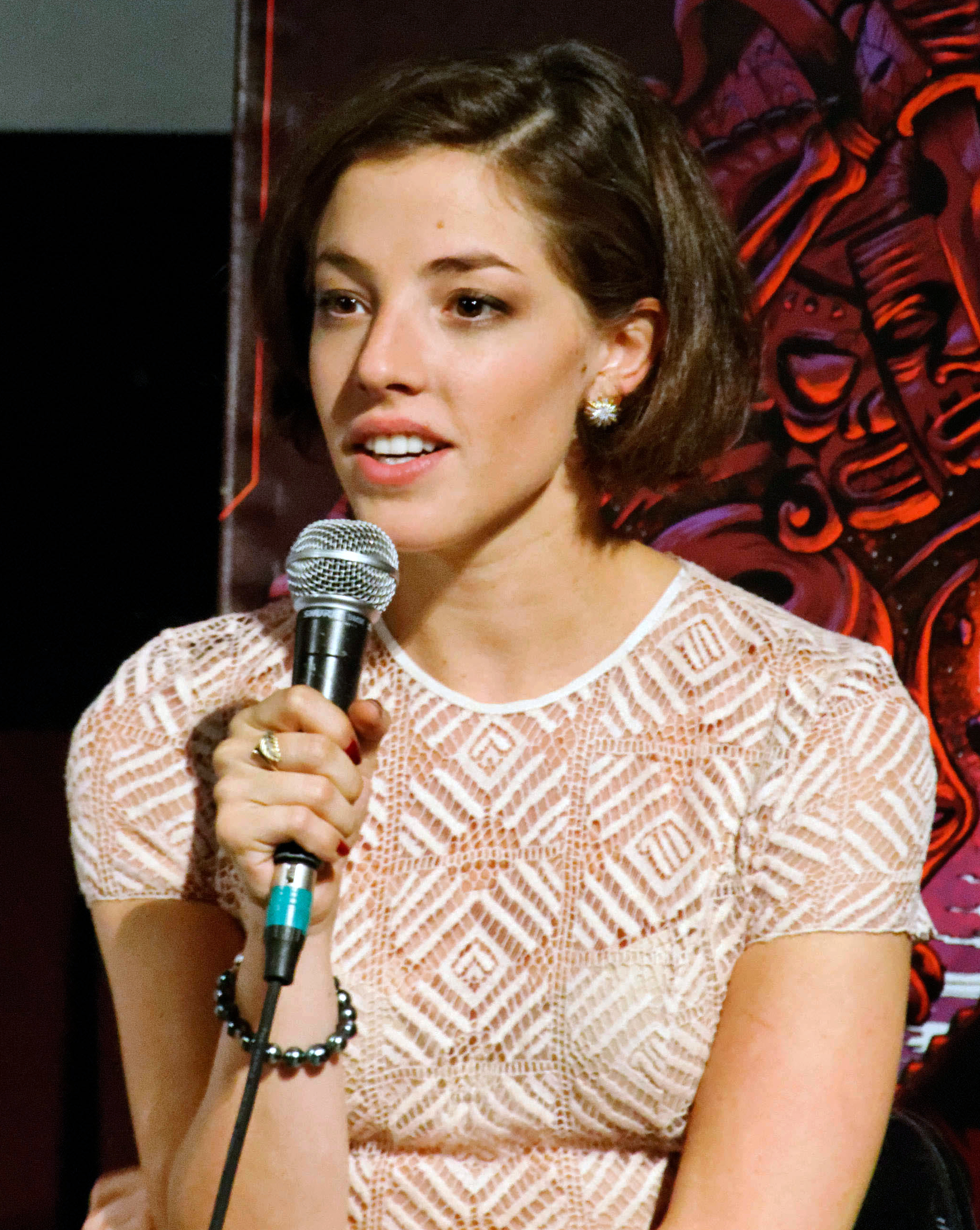
Olivia Thirlby interpreta Suzanne
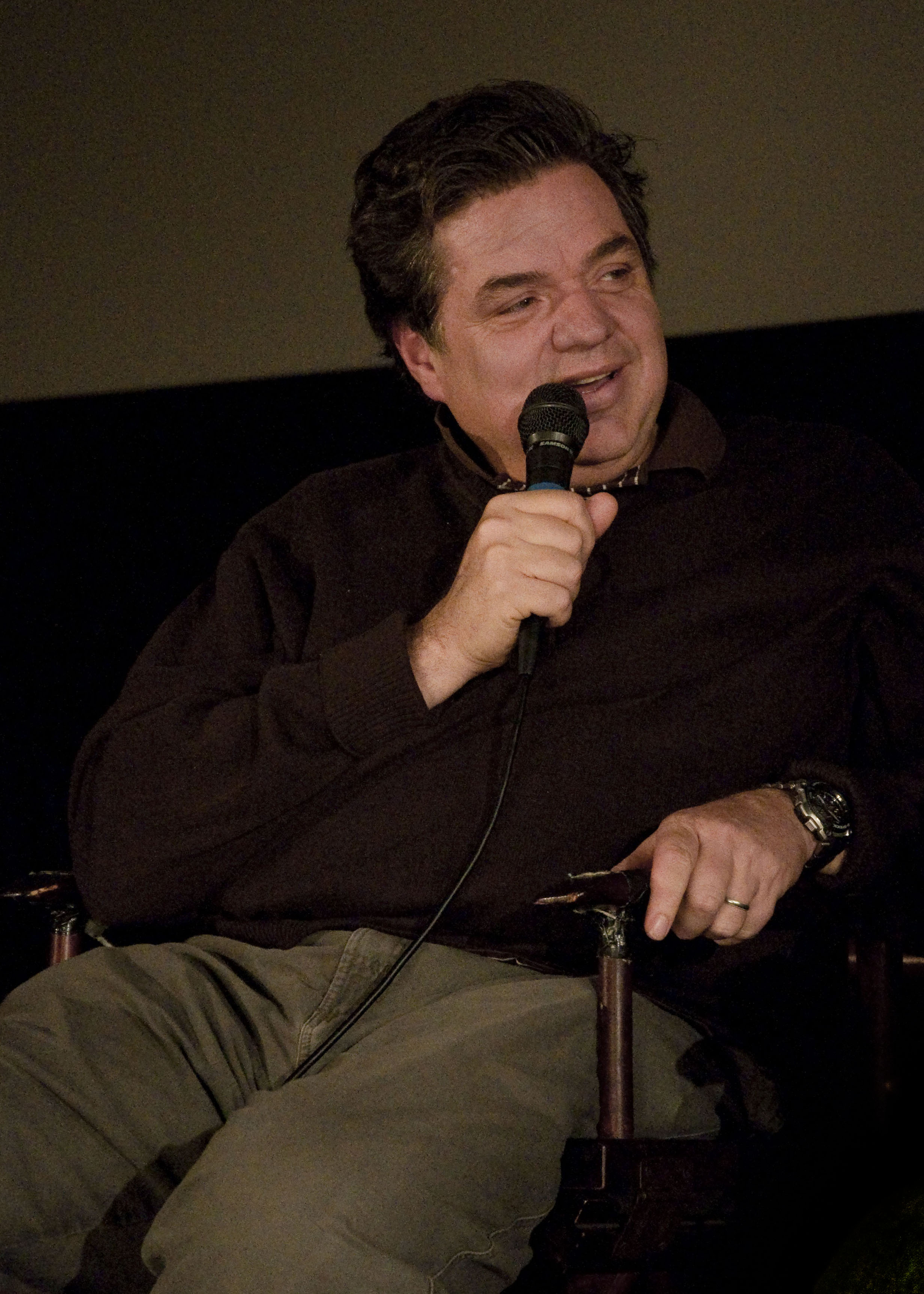
Oliver Platt interpreta Richard Antrem
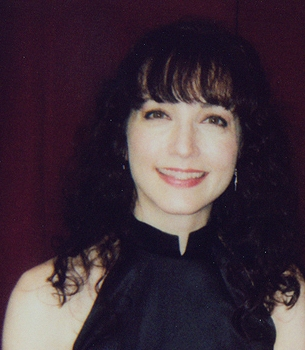
Bebe Neuwirth interpreta Caroline
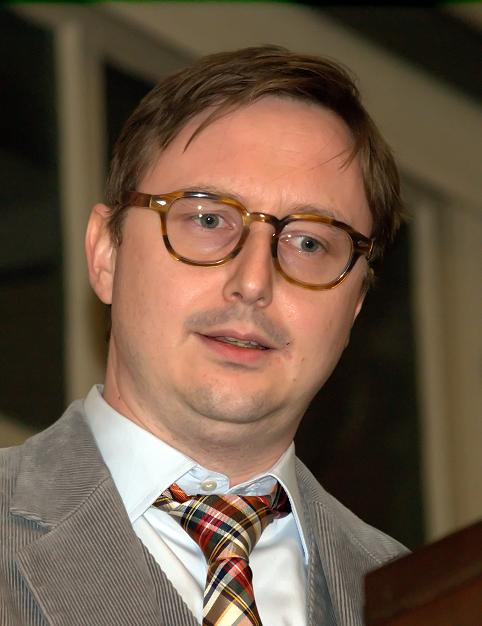
John Hodgman interpreta Louis Green